# Cancellaria reticulata
Cancellaria reticulata is een slakkensoort uit de familie Cancellariidae. De wetenschappelijke naam werd gepubliceerd in 1767 door Carl Linnaeus.